# Alte Schaal

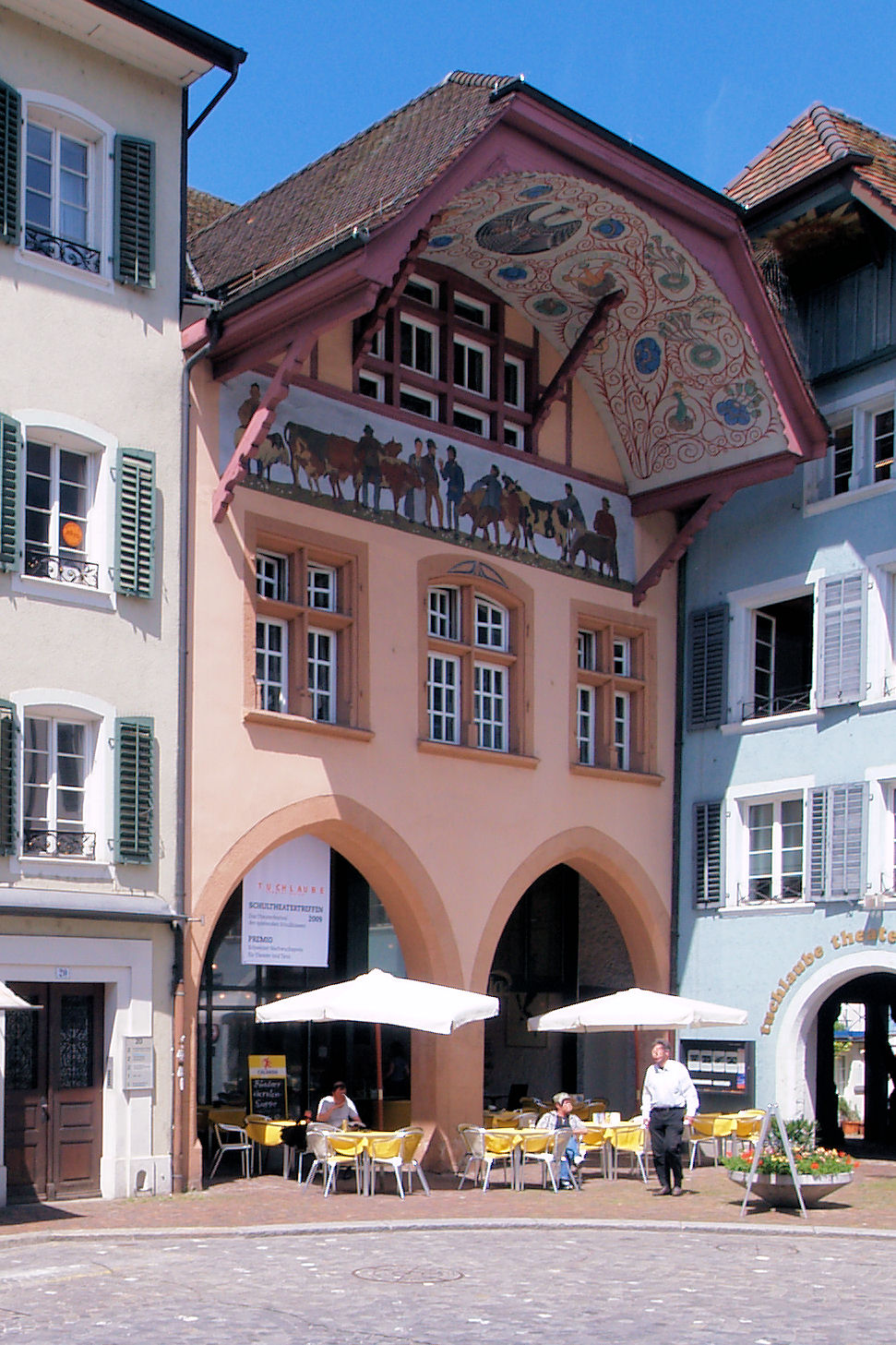
Die alte Schaal in Aarau

Die Alte Schaal war das mittelalterliche Schlachthaus der Stadt Aarau in der Schweiz. Das Gebäude befindet sich an der äusseren Ecke der Metzgergasse und bildet so den Nordabschluss der Blickachse von der Pelz- in die Metzgergasse.

## Geschichte
Der heutige Bau geht auf die Mitte des 16. Jahrhunderts zurück. Dabei kann es sich allerdings nicht um die erste Schaal der Stadt handeln, welche schon im 14. Jahrhundert urkundlich erwähnt wird. Die Stadt kaufte 1546 ein Haus «nechst an dem Hof» (dem heutigen Stadthöfli) und richtete dort eine Metzgerei ein. Das heutige Erscheinungsbild erhielt das Gebäude aber frühestens im 17. Jahrhundert, da der Stadtprospekt von 1671 es noch mit Satteldach und strassenseitiger Traufe zeigt. Der Kreuzgiebel mit der Ründe muss später angebaut worden sein. Die Bögen, auf welche sich die Ründe abstützt, sind geschnitzt. Im Erdgeschoss befand sich das Schlachthaus.
Im ersten Stockwerk war der Saal der Tuchlaube untergebracht, wo die Tuchhändler früher an Markttagen ihre Ware ausbreiten konnten. Bis zur Eröffnung des Kasinos im Jahr 1831 fanden hier auch Theateraufführungen reisender Schauspieler statt. Als 1932 das neue Schlachthaus an der Rohrerstrasse eröffnet wurde, legte man den Betrieb in der Stadt still und richtete im Erdgeschoss ein Feuerwehrdepot ein. Dieses wiederum wich 1963 einem Restaurant. Seit einem Umbau im Jahr 1974 ist im Gebäude das Kleintheater Tuchlaube untergebracht, ausserdem wird es von einer Cafeteria und dem Jazzclub Aarau genutzt.

## Gebäude
Im Erdgeschoss öffnet sich die Halle mit zwei gedrungenen und gefassten Spitzbögen zur Gasse hin. Das erste Obergeschoss besitzt zur Strasse hin drei spätgotische Fenster. Die beiden äusseren Kreuzstockfenster haben einen geraden Fenstersturz, der mittlere ist leicht gebogen. Unter der vorgezogenen Dachründe befindet sich mittig die ehemalige Aufzugsöffnung, die heute als Fenster ausgebildet ist. Die Fassadenmalereien stammen von Max Burgmeier und Ernest Bolen. Wie bei Altstadthäusern in Aarau üblich, ist auch bei der Alten Schaal die Unterseite der Ründe bemalt.